# Dorotea di Brandeburgo-Kulmbach
Dorotea di Brandeburgo (Brandeburgo, 1430 – Kalundborg, 10 novembre 1495) fu regina di Danimarca e Norvegia.

## Biografia
Dorotea era figlia di Giovanni l'Alchimista, e di sua moglie, Barbara di Sassonia-Wittenberg, nipote di Federico I e di Elisabetta di Baviera-Landshut. Aveva due sorelle: Barbara, che divenne marchesa di Mantova, ed Elisabetta, che divenne Duchessa di Pomerania. Dall'età di circa otto anni, visse a Bayreuth, dove suo padre era governatore. 

## Matrimoni

### Primo matrimonio
Nel 1443, Cristoforo di Baviera, re di Danimarca (1440-1448), di Svezia (1441-1448) e di Norvegia (1442-1448), ereditò Oberpfalz, e fu suggerito un matrimonio tra Cristoforo e Dorotea per assicurarsi l'appoggio di suo padre per assicurare il potere di Cristoforo sul suo dominio tedesco. Il fidanzamento fu proclamato prima dell'applicazione della dispensa papale per affinità nel febbraio 1445, che fu approvato il 10 marzo.
Il matrimonio si tenne a Copenaghen, il 12 settembre 1445. Venne incoronata regina dei tre regni il 14 settembre 1445. I festeggiamenti durarono otto giorni e parteciparono i principi di Braunschweig, dell'Assia e della Baviera e gli inviati della lega anseatica e dell'ordine teutonico, nonché la nobiltà di Danimarca, Svezia e Norvegia. Dorotea fece il suo ingresso nella città scortata da nobili di tutti e tre i Regni vestiti d'oro su cavalli bianchi e incoronata regina di Danimarca, Svezia e Norvegia da vescovi di tutti e tre i regni con la corona d'oro dell'abbazia di Vadstena. Il 15 settembre, le fu concesso proprietà in tutti e tre i regni: Roskilde, Ringsted, Haraldsborg e Skioldenses in Danimarca; Jämtland in Norvegia, e Örebro, Närke e Värmland in Svezia. Se avesse scelto di vivere al di fuori della Scandinavia come vedova, avrebbe invece ricevuto una fortuna di 45.000 fiorini, un terzo da ciascun Regno.
La regina Dorotea partì per la Svezia con il re nel gennaio 1446, dove visitarono l'abbazia di Vadstena e Örebro. Durante questa visita, incontrò il suo futuro antagonista Carlo. La coppia tornò in Danimarca a settembre. Il matrimonio tra Dorotea e Cristoforo fu politicamente favorevole: suo padre governava il dominio tedesco di Cristoforo ed era un leale sostenitore e consigliere. Tuttavia, non è risultata alcuna discendenza e, secondo Ericus Olai, il matrimonio in realtà non era stato consumato.
Nel gennaio del 1448, il re Cristoforo morì senza figli, provocando una crisi di successione. Dorotea, regina vedova, essendo l'unica reale in Danimarca, fu proclamata reggente ad interim fino a quando un nuovo monarca fosse stato eletto. In Svezia, tuttavia, Carlo fu eletto re di Norvegia come Carlo VIII. A settembre, Cristiano di Oldenburgo fu eletto monarca come Cristiano I di Danimarca e la regina gli consegnò il potere dopo la sua elezione.

### Secondo matrimonio
Rimasta vedova nel 1448, Dorotea ricevette una proposta di matrimonio da Casimiro II di Polonia e Alberto VI, arciduca d'Austria, ma scelse di rimanere in Danimarca e sposare il neoeletto re, Cristiano I di Danimarca. La cerimonia nuziale fu celebrata il 26 ottobre 1449, seguita dalla loro incoronazione come re e regina di Danimarca. Ebbero cinque figli:
- Olaf (1450-1451);
- Knud (1451-1455);
- Giovanni (Kong Hans) (1455-1513);
- Margherita (1456-1486), sposò Giacomo III di Scozia;
- Federico (1471-1533).

Rinunciò alle sue terre già esistenti in Danimarca e Norvegia, che sono state sostituite con Kalundborg e Samsø in Danimarca, e Romerike in Norvegia, ma rifiutò di rinunciare alle sue terre svedesi. L'elezione di Carlo come re in Svezia e Norvegia la privò delle sue terre portate in dote in questi regni, tanto che anche lei, come l'ambizione di Cristiano, fu quella di far incoronare Cristiano anche in Svezia e Norvegia, e quindi riunire l'Unione di Kalmar. 
Cristiano fu incoronato anche in Norvegia nel 1450. Il compito di riconquistare la Svezia era più difficile, e Dorotea sostenne che dopo diversi anni poteva reclutare seguaci tra i religiosi e la nobiltà svedesi, a cui dichiarò che il loro re eletto Carlo VIII, doveva essere considerato un usurpatore e un traditore che aveva infranto il suo voto privandola delle sue terre in Svezia. Nel 1455, fece anche appello al papa. Nel febbraio 1457 Carlo VII fu deposto e fuggì in Germania, e nel luglio del 1457, Cristiano fu eletto re di Svezia.  Dorotea fece ufficialmente il suo ingresso a Stoccolma a dicembre, e le sue terre svedesi gli furono rese. Il re e la regina ritornarono in Danimarca a luglio.
Nel 1460, Cristiano ereditò il ducato di Schleswig e Holstein, che lo costrinse ad aumentare le tasse e distrusse il suo appoggio in Svezia, che elesse ancora Carlo VIII come re nel 1464. La perdita delle sue terre le permise di perseguire personalmente la causa svedese in tribunale, e fece causa a Carlo VIII dinanzi al Papa a Roma per averla privata delle sue terre. 
In Danimarca, alla regina Dorotea fu concesso lo Slotsloven, che le diede il diritto di comandare tutti i castelli in Danimarca, e servì come reggente ogni volta che il re era assente

. Dopo la morte di suo padre nel 1464, ha combattuto suo zio Federico II, Elettore di Brandeburgo, per l'eredità.
Tra il 1475 e il 1488, Dorotea visitò i papi in carica (Sisto IV e Innocenzo VIII) a Roma e sua sorella Barbara a Mantova. Nel 1488, ha anche incontrato Federico III d'Asburgo a Innsbrück. Fu descritta come fredda, pratica e frugale.

## Morte
Rimasta vedova, decise di risiedere al castello di Kalundborg. Rimase politicamente attiva durante il regno di suo figlio fino alla sua morte. Dorotea continuò con la sua ambizione di riunire l'unione di Kalmar dei regni nordici. 
Morì il 25 novembre 1495, ed è sepolta accanto al suo secondo marito nella Cattedrale di Roskilde.

## Ascendenza
|                                    |                                    |                                  | Genitori               |  |  | Nonni |  |  | Bisnonni                 |  |  | Trisnonni                 |  |
|                                    |                                    |                                  |                        |  |  |       |  |  | Federico V di Norimberga |  |  | Giovanni II di Norimberga |  |
|                                    |                                    |                                  |                        |  |  |       |  |  | Federico V di Norimberga |  |  | Giovanni II di Norimberga |  |
|                                    |                                    | Elisabetta di Henneberg          |                        |  |  |       |  |  | Federico V di Norimberga |  |  |                           |  |
| Federico I di Brandeburgo          |                                    |                                  |                        |  |  |       |  |  | Federico V di Norimberga |  |  |                           |  |
|                                    |                                    | Elisabetta di Meißen             | Federico II di Meißen  |  |  |       |  |  |                          |  |  |                           |  |
|                                    |                                    | Elisabetta di Meißen             | Federico II di Meißen  |  |  |       |  |  |                          |  |  |                           |  |
|                                    |                                    | Elisabetta di Meißen             | Matilde di Baviera     |  |  |       |  |  |                          |  |  |                           |  |
| Giovanni l'Alchimista              |                                    | Elisabetta di Meißen             |                        |  |  |       |  |  |                          |  |  |                           |  |
|                                    |                                    | Federico di Baviera-Landshut     | Stefano II di Baviera  |  |  |       |  |  |                          |  |  |                           |  |
|                                    |                                    | Federico di Baviera-Landshut     | Stefano II di Baviera  |  |  |       |  |  |                          |  |  |                           |  |
|                                    |                                    | Federico di Baviera-Landshut     | Isabella d'Aragona     |  |  |       |  |  |                          |  |  |                           |  |
| Elisabetta di Baviera-Landshut     |                                    | Federico di Baviera-Landshut     |                        |  |  |       |  |  |                          |  |  |                           |  |
|                                    |                                    | Maddalena Visconti               | Bernabò Visconti       |  |  |       |  |  |                          |  |  |                           |  |
|                                    |                                    | Maddalena Visconti               | Bernabò Visconti       |  |  |       |  |  |                          |  |  |                           |  |
|                                    |                                    | Maddalena Visconti               | Beatrice della Scala   |  |  |       |  |  |                          |  |  |                           |  |
| Dorotea di Brandeburgo             |                                    | Maddalena Visconti               |                        |  |  |       |  |  |                          |  |  |                           |  |
|                                    | Venceslao I di Sassonia-Wittenberg | Rodolfo I di Sassonia-Wittenberg |                        |  |  |       |  |  |                          |  |  |                           |  |
|                                    | Venceslao I di Sassonia-Wittenberg | Rodolfo I di Sassonia-Wittenberg |                        |  |  |       |  |  |                          |  |  |                           |  |
|                                    | Venceslao I di Sassonia-Wittenberg | Agnese di Lindow-Ruppin          |                        |  |  |       |  |  |                          |  |  |                           |  |
| Rodolfo III di Sassonia-Wittenberg | Venceslao I di Sassonia-Wittenberg |                                  |                        |  |  |       |  |  |                          |  |  |                           |  |
|                                    |                                    | Cecilia da Carrara               | Francesco I da Carrara |  |  |       |  |  |                          |  |  |                           |  |
|                                    |                                    | Cecilia da Carrara               | Francesco I da Carrara |  |  |       |  |  |                          |  |  |                           |  |
|                                    |                                    | Cecilia da Carrara               | Fina Buzzaccarini      |  |  |       |  |  |                          |  |  |                           |  |
| Barbara di Sassonia-Wittenberg     |                                    | Cecilia da Carrara               |                        |  |  |       |  |  |                          |  |  |                           |  |
|                                    |                                    | Rupert I di Legnica              | Venceslao I di Legnica |  |  |       |  |  |                          |  |  |                           |  |
|                                    |                                    | Rupert I di Legnica              | Venceslao I di Legnica |  |  |       |  |  |                          |  |  |                           |  |
|                                    |                                    | Rupert I di Legnica              | Anna di Teschen        |  |  |       |  |  |                          |  |  |                           |  |
| Barbara di Legnica                 |                                    | Rupert I di Legnica              |                        |  |  |       |  |  |                          |  |  |                           |  |
|                                    |                                    | Edvige di Żagań                  | Enrico V di Sagan      |  |  |       |  |  |                          |  |  |                           |  |
|                                    |                                    | Edvige di Żagań                  | Enrico V di Sagan      |  |  |       |  |  |                          |  |  |                           |  |
|                                    |                                    | Edvige di Żagań                  | Anna di Płock          |  |  |       |  |  |                          |  |  |                           |  |
|                                    |                                    | Edvige di Żagań                  |                        |  |  |       |  |  |                          |  |  |                           |  |